# Casio Loopy
Casio Loopy (яп. ルーピー Рупи:) (другое название — My Seal Computer SV-100) — 32-битная игровая приставка, выпущенная компанией Casio эксклюзивно для японского рынка в октябре 1995 года. Успеха система не имела, продажи и выпуск игр прекратились уже в 1996 году. Относится к пятому поколению игровых систем.

## История
Casio и раньше пыталась выйти на рынок игровых систем, выпустив в октябре 1983 года игровую приставку Casio PV-1000. Успеха приставка не имела, к ней было выпущено всего 15 игр, и продавалась она только в Японии. Кроме того, в 1980-х годах Casio занималась разработкой и выпуском видеоигр для персональных компьютеров MSX. В период с 1984 по 1987 год компанией было выпущено более двадцати компьютерных игр на MSX для японского рынка, в том числе: Circus Charlie (только версия для японского рынка), Ice World, Exoide-Z Area 5 и ролевая игра Kenja no ishi. На этот раз компания решила пойти несколько другим путём и выпустила первую в мире игровую приставку, полностью ориентированную на девочек дошкольного и младшего школьного возраста.

## Устройство

Картридж Casio Loopy

Magical Shop Word Processor

Приставка использовала в качестве носителя информации картриджи, схожие по размеру и внешнему виду с картриджами Super Nintendo. Для управления использовался геймпад, оснащённый крестовиной, кнопкой старт и четырьмя кнопками управления. Довольно необычным для игровых приставок, является отсутствие на Casio Loopy разъёма для второго контроллера и, соответственно, многопользовательских игр. Также, для приставки была выпущена специальная компьютерная мышь, для которой на корпусе существовал отдельный разъём. Процессором является 32-битный RISC SuperH-1 (SH7021).
Отличительной особенностью SV-100 является наличием встроенного цветного термопринтера, позволяющего распечатывать наклейки-стикеры из скриншотов игр. Подобный принтер, только чёрно-белый, был позже выпущен в 1998 году для портативной игровой системы Game Boy (Game Boy Printer). Отдельно для приставки продавалось периферийное устройство «Magical Shop Word Processor», особый адаптер, с помощью которого к консоли можно подключить видео- или DVD-проигрыватель и делать стикеры из кадров записанного на внешнее устройство видео, добавляя при желании надписи, правда, только на кандзи.
Другая особенность Casio Loopy состояла в том, что она предназначалась исключительно для женщин. Это не первая приставка, которая рекламировалась таким образом — таковой раньше была Super Lady Cassette Vision, японская приставка 1980-х годов, которая была розовой версией Super Cassette Vision от Epoch в соответствующем чемоданчике.

## Игры

Кадр из игры
Wanwan Aijou Monogatari

За недолгую жизнь Casio Loopy к ней было выпущено всего 10 игр. Так как целевой аудиторией консоли являлись девочки младшего возраста, большинство игр представляли собой примерку различной одежды и нанесение косметики на виртуальных персонажей, симуляторы свиданий и жизни. Игры выпускались в 1995—1996 годах и практически все, кроме разработанной компанией Axes Art Amuse игры Lupiton no Wonder Palette, созданы и выпущены самой Casio. Все игры были изданы только на японском языке.
К октябрю 1996 года Casio стало ясно, что продажи Loopy неудовлетворительны. В попытке повысить продажи и ликвидировать складские запасы Casio выпустила 2 комплекта. Каждый комплект включал либо игру Anime Land, либо Bow-wow Puppy Love Story и картридж Magical Shop. Акция официально проводилась как специальный комплект Loopy, посвященный 1-й годовщине приставки.
К ноябрю 1996 года Casio решила прекратить разработку новых игр. После этой даты была выпущена только одна игра, Chakra-kun’s Charm Paradise. Выпущенная в 1997 году, игра была разработана компанией Armat Corporation, которая до этого делала программное обеспечение для Magical Shop. В декабре 1998 года поддержка Loopy была полностью прекращена.

### Список игр
| Оригинальное название                               | Транскрипция/перевод        | Год выпуска | Примечание |
| --------------------------------------------------- | --------------------------- | ----------- | --- |
| あにめらんど                                        | Anime Land                  | 1995        | Создание портрета аниме-персонажа для последующего распечатывания на принтере                                       |
| ドリームチェンジ 小金ちゃんのファッションパーティー | Dream Change                | 1995        | Помогите главному герою игры стать моделью                                                                          |
| わんわん愛情物語                                    | Wanwan Aijou Monogatari     | 1995        | Приключения щенка маленькой девочки                                                                                 |
| 似顔絵アーティスト                                  | Nigaoe Artist               | 1995        | Также создание портретов аниме-героев для последующего распечатывания на принтере                                   |
| HARIHARIシールパラダイス                            | HARIHARI Sticker Paradise   | 1995        | Приложения для создания наклеек                                                                                     |
| ルーピータウンのおへやがほしい!                     | Oheya ga Hoshii!            | 1995        | Симулятор жизни в стиле «The Sims»                                                                                  |
| リトルロマンス                                      | Little Romance              | 1996        | Симулятор свиданий                                                                                                  |
| パソコン・コレクション                              | PC Collection               | 1996        | Набор программ для редактирования текста и изображений, создание астрологических прогнозов, создание музыки и т. п. |
| ルピトンのワンダーパレット                          | Lupiton no Wonder Palette   | 1996        | Приключения маленького ангела по имени Лупитон                                                                      |
| チャクラくんのおまじないパラダイス                  | Mr. Chakra's Charm Paradise | 1997        | Создание заклинаний и волшебных напитков                                                                            |